# 髙島屋東別館
髙島屋東別館（たかしまやひがしべっかん）は、大阪府大阪市浪速区日本橋（堺筋沿い）にある歴史的建築物。2019年に登録有形文化財（建造物）に登録され、2021年に重要文化財（建造物）に指定された。

## 概要
堺筋通りに面した松坂屋大阪店は1923年（大正12年）3月に木造3階建で開店、これに順次増築を重ねていく形で、現在の建物となった。
1928年（昭和3年）に第1期工事（南棟：地上6階、地下1階）、1934年（昭和9年）に第2期工事（北棟：地上9階、地下3階）が完成。木造店舗を撤去し、1937年（昭和12年）の第3期工事（南棟最上階増築・中央棟）により全体が竣工した。その後、第4期工事に着手したが、戦争の激化により1940年に中断した（東側部分：地上1階、地下3階）。
設計は鈴木禎次、施工は竹中工務店である。デザインは古典様式を基調にアール・デコを採り入れている。正面にある11連正円アーチのアーケード、アカンサス模様のテラコッタ装飾が特徴的である。
1966年（昭和41年）に松坂屋が天満橋に移転し、竹中工務店に譲渡された。1968年（昭和43年）には髙島屋が賃借し「髙島屋東別館」となり、本社、大阪店の一部、タカシマヤ友の会などとして利用され始めた。1969年（昭和44年）には髙島屋に譲渡された。1970年（昭和45年）には「髙島屋史料館」が開館した。2016年（平成28年）には耐震工事完了、2019年（平成31年・令和元年）には躯体・外壁補修が行われ、2020年（令和2年）1月にはホテル「シタディーンなんば大阪」が開業した。同年7月には、1階に「コミュニティーフードホール大阪・日本橋」が開業した。
生きた建築ミュージアム・大阪セレクションに選定されている。また、2019年（平成31年）3月に「国土の歴史的景観に寄与しているもの」として国の有形文化財に登録（登録名称は「旧松坂屋大阪店（高島屋東別館）」）された。その後、2021年（令和3年）8月に「長期に及ぶ幾多の増改築によって成立した戦前期屈指の大規模百貨店建築であり、戦前期の大阪を象徴する商業地区である堺筋の都市景観の形成に寄与し、豊かな装飾を施した細部意匠や平面計画、建築設備、防火対策を入念に施す等、創建時の特徴が残され、近代における百貨店建築の大規模化の過程を知るうえで貴重な建造物であり、百貨店建築の設計に長けた建築家である鈴木禎次の代表作の一つとしても重要」としてその価値が認められ、建造物における重要文化財の指定基準である「歴史的価値の高いもの」と評価された事で、 国の重要文化財に指定（指定名称は登録有形文化財の登録時と同一）された。

## 入居者
- 髙島屋グループ事務所
- 髙島屋史料館
- シタディーンなんば大阪 - アスコットが運営するホテル
- コミュニティーフードホール大阪・日本橋 - 1階のフードコート

## 交通アクセス
- Osaka Metro堺筋線・千日前線：日本橋駅
- 近鉄難波線：近鉄日本橋駅
- 南海本線：難波駅

本施設の地下2階は地下鉄駅との連絡を想定した構造になっていたが、実現しなかった。

## 周辺情報
- 黒門市場
- でんでんタウン